# 제4군단 (베트남 공화국)

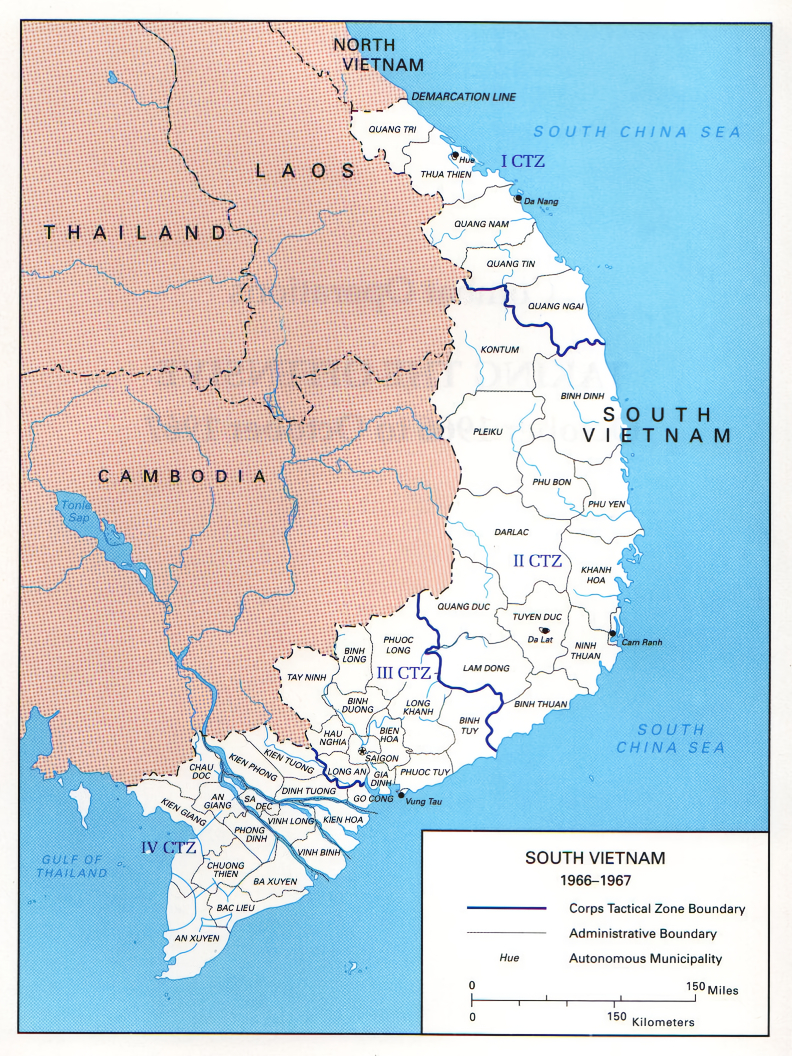
베트남 공화국의 군단 위치가 표시된 지도

제4군단(베트남어: Quân đoàn IV)은 베트남 공화국 육군의 4개의 군단 중 하나로, 수도인 사이공시 아래의 메콩델타 지역을 방어했다.

## 사단

제7사단
제9사단
제21사단